# Andrí Khlivniuk
Andri Volodímirovitx Khlivniuk (ucraïnès: Андр́ій Володи́мирович Хливню́к) (Txerkassi, 31 de desembre de 1979) és un músic, vocalista i lletrista ucraïnès. És el vocalista i líder del grup ucraïnès de funk BoomBox.
En 2004, Andrí, juntament amb el guitarrista de la banda Tartak, Andrí «Mikha» Samoilo, va fundar el grup BoomBox. De llavors ençà, el grup ha guanyat una gran popularitat a Ucraïna i Rússia.